# Валленсбек (муніципалітет)
Валленсбек (дан. Vallensbæk) — муніципалітет у регіоні Столичний регіон королівства Данія. Площа — 9.5 квадратних кілометрів. Адміністративний центр муніципалітету — місто Валленсбек.

## Населення
У 2012 році населення муніципалітету становило 14 565 осіб.